# Pseudablabes
Pseudablabes is een geslacht van slangen uit de familie toornslangachtigen (Colubridae) en de onderfamilie Dipsadinae.

## Naam en indeling
De wetenschappelijke naam van de groep werd voor het eerst voorgesteld door George Albert Boulenger in 1896. De soorten werden tot 2020 aan het geslacht Philodryas toegekend, waardoor veel bronnen nog de verouderde naamgeving voeren. 

## Verspreidingsgebied
De soorten komen voor in delen van Zuid-Amerika en leven in de landen Brazilië, Bolivia, Paraguay, Argentinië en Uruguay.

## Soorten
Het geslacht omvat de volgende soorten, met de auteur en het verspreidingsgebied.
| Naam                       | Auteur       | Verspreidingsgebied                              |
| -------------------------- | ------------ | ------------------------------------------------ |
| Pseudablabes agassizii     | Jan, 1863    | Brazilië, Argentinië, Uruguay, Paraguay          |
| Pseudablabes arnaldoi      | Amaral, 1932 | Brazilië                                         |
| Pseudablabes patagoniensis | Girard, 1858 | Brazilië, Bolivia, Paraguay, Argentinië, Uruguay |